# Karim Chaïbaï
Karim Chaïbaï (5 oktober 1982) is een Belgisch futsalspeler.

## Levensloop
Chaïbaï koos op 17-jarige leeftijd voor het zaalvoetbal en werd prof bij Action 21 Charleroi. Daarnaast was hij onder meer actief bij FT Antwerpen, FP Halle-Gooik, Futsal Châtelet en Futsal Châtelineau. In 2008 werd hij verkozen tot Gouden Schoen.
In 2004 debuteerde hij als international en was er sinds 2011 aanvoerder, in deze hoedanigheid volgde hij Karim Bachar op. In november 2019 kondigde hij aan te stoppen bij de nationale ploeg. Hij verzamelde 145 caps en scoorde in totaal 68 keer. Wel bleef hij actief bij FT Charleroi.
Daarnaast is hij politiek actief voor de PS. Voor deze partij is hij schepen te Charleroi.